# Зграда СО Велико Градиште
Зграда СО Велико Градиште или зграда Старог среског начелства је подигнута 1892. године на тадашњем Житном тргу, у чијим просторијама били су смештени још и пошта и телеграф. Зграда је на списку непокретних културних добара као споменик културе.

## Историја и архитектура
Грађевина је саграђена на западном ободу простора који је некада вероватно обухватао антички Pincum (Римско утврђење Пинкум), близу обале Дунава, по пројекту Милорада Рувидића.
Зграда има сложену основу која прати правце пружања регулационих линија Трга и улица Мирослава Тирше и Сарајевске. Основна архитектонска концепција објекта је заснована на примени ренесансног принципа пуне симетрије у односу на осу угаоног решења позиције главног улаза у објекат. Бочни-улични трактови здања се у својој пуној дужини састоје од приземља и спрата, са посебно наглашеним овалним угаоним преломима изнад којих су изведене витке куполе. За разлику од њих, централни ризалит, који представља основну архитектонску доминату објекта, изведен је у облику куле октагоналног пресека. У односу на бочне трактове, ова кула има још један спрат изнад кога је, у форми осмостране зарубљене пирамиде, изведена купола нешто тежих пропорција.
Ликовност свих уличних фасада, које су отмено лепе и богато декорисане, заснована је на академистички правилном поретку непрекинутих лизена које су испод кровног венца завршене крупном декоративном пластиком изведеном у духу чисте сецесије. Између лизена су фасадна поља која су по хоризонтали подељена другостепеном парапетном пластиком изведеном у виду стилских фестона са мотивима сецесије. За разлику од спрата, где је декоративна пластика око фасадних отвора задржала дух сведеног класицизма, у приземљу објекта, пластика је попримила скоро потпуно сведене форме, врло блиске сецесији.